# 2011-es indianapolisi 500
A 95. indianapolisi 500 mérföldes versenyt 2011. május 29-én rendezik meg az Indianapolis Motor Speedway-en. A hároméves Centenáriumi ünnepség ami 2009-ben kezdődött a pálya átadásának 100. évfordulójának alkalomból és az idei évig, 2011-ig tart az első Indy 500 verseny százéves évfordulójáig tartott ezzel a futammal fog befejeződni. Az Indy 500-at 1917-18-ban valamint 1942 és 1945 között nem rendezték meg a két világháború miatt, ezért a századik verseny 2016-ban kerül megrendezésre.

## Nevezési lista
| Csapat                          | Első pilóta | Első pilóta            | Második pilóta | Második pilóta        | Harmadik pilóta | Harmadik pilóta | Negyedik pilóta | Negyedik pilóta     | Ötödik pilóta | Ötödik pilóta |
| ------------------------------- | ----------- | ---------------------- | -------------- | --------------------- | --------------- | --------------- | --------------- | ------------------- | ------------- | ------------- |
| Newman/Haas Racing              | 2           | Oriol Servià           | 06             | James Hinchcliffe (R) |                 |                 |                 |                     |               |               |
| Team Penske                     | 3           | Hélio Castroneves (W)  | 6              | Ryan Briscoe          | 12              | Will Power      |                 |                     |               |               |
| Panther Racing                  | 4           | J. R. Hildebrand (R)   | 44             | Buddy Rice            |                 |                 |                 |                     |               |               |
| KV Racing Technology – Lotus    | 5           | Szató Takuma           | 59             | E. J. Viso            | 82              | Tony Kanaan     |                 |                     |               |               |
| Andretti Autosport              | 7           | Danica Patrick         | 26             | Marco Andretti        | 27              | Mike Conway     | 28              | Ryan Hunter-Reay    | 43            | John Andretti |
| Dragon Racing                   | 8           | Ho-Pin Tung (R)        | 20             | Scott Speed (R)       |                 |                 |                 |                     |               |               |
| Target Chip Ganassi Racing      | 9           | Scott Dixon            | 10             | Dario Franchitti      | 38              | Graham Rahal    | 83              | Charlie Kimball (R) |               |               |
| Dreyer & Reinbold Racing        | 11          | Davey Hamilton         | 22             | Justin Wilson         | 23              | Paul Tracy      | 24              | Ana Beatriz         |               |               |
| A.J. Foyt Enterprises           | 14          | Vitor Meira            | 41             | Bruno Junqueira       |                 |                 |                 |                     |               |               |
| AFS Racing                      | 17          | Raphael Matos          |                |                       |                 |                 |                 |                     |               |               |
| Dale Coyne Racing               | 18          | James Jakes (R)        | 19             | Alex Lloyd            |                 |                 |                 |                     |               |               |
| Rahal Letterman Laningan Racing | 30          | Bertrand Baguette      |                |                       |                 |                 |                 |                     |               |               |
| Conquest Racing                 | 34          | Sebastian Saavedra (R) | 36             | Pippa Mann (R)        |                 |                 |                 |                     |               |               |
| Sarah Fisher Racing             | 67          | Ed Carpenter           |                |                       |                 |                 |                 |                     |               |               |
| Sam Schmidt Motorsports         | 77          | Alex Tagliani          | 88             | Jay Howard            | 99              | Townsend Bell   |                 |                     |               |               |
| HVM Racing                      | 78          | Simona de Silvestro    |                |                       |                 |                 |                 |                     |               |               |
| Bryan Herta Autosport           | 98          | Dan Wheldon            |                |                       |                 |                 |                 |                     |               |               |
| SH Racing                       | 07          | Tomas Scheckter        |                |                       |                 |                 |                 |                     |               |               |

## Eredmények

### Pole Day
| 2011. május 21., szombat      | 2011. május 21., szombat      | 2011. május 21., szombat      | 2011. május 21., szombat       | 2011. május 21., szombat      | 2011. május 21., szombat      | 2011. május 21., szombat | 2011. május 21., szombat | 2011. május 21., szombat |
| Pozíció                       | #                             | Pilóta                        | Csapat                         | Átl. seb. (MPH)               | Pont                          |                          |                          |                          |
| Első kilenc közötti szétlövés | Első kilenc közötti szétlövés | Első kilenc közötti szétlövés | Első kilenc közötti szétlövés  | Első kilenc közötti szétlövés | Első kilenc közötti szétlövés |                          |                          |                          |
| ----------------------------- | ----------------------------- | ----------------------------- | ------------------------------ | ----------------------------- | ----------------------------- | ------------------------ | ------------------------ | ------------------------ |
| 1.                            | 77                            | Alex Tagliani                 | Sam Schmidt Motorsports        | 227.472                       | 15                            |                          |                          |                          |
| 2.                            | 9                             | Scott Dixon                   | Chip Ganassi Racing            | 227.340                       | 13                            |                          |                          |                          |
| 3.                            | 2                             | Oriol Servià                  | Newman/Haas Racing             | 227.168                       | 12                            |                          |                          |                          |
| 4.                            | 99                            | Townsend Bell                 | Sam Schmidt Motorsports        | 226.887                       | 11                            |                          |                          |                          |
| 5.                            | 12                            | Will Power                    | Team Penske                    | 226.773                       | 10                            |                          |                          |                          |
| 6.                            | 98                            | Dan Wheldon                   | Bryan Herta Autosport          | 226.490                       | 9                             |                          |                          |                          |
| 7.                            | 44                            | Buddy Rice                    | Panther Racing                 | 225.786                       | 8                             |                          |                          |                          |
| 8.                            | 67                            | Ed Carpenter                  | Sarah Fisher Racing            | 225.121                       | 7                             |                          |                          |                          |
| 9.                            | 10                            | Dario Franchitti              | Chip Ganassi Racing            | Nincs idő                     | 6                             |                          |                          |                          |
| Pozíciók 10. és 24. között    |                               |                               |                                |                               |                               |                          |                          |                          |
| 10.                           | 5                             | Szató Takuma                  | KV Racing Technology – Lotus   | 225.736                       | 4                             |                          |                          |                          |
| 11.                           | 14                            | Vitor Meira                   | A. J. Foyt Enterprises         | 225.590                       | 4                             |                          |                          |                          |
| 12.                           | 4                             | J. R. Hildebrand              | Panther Racing                 | 225.579                       | 4                             |                          |                          |                          |
| 13.                           | 06                            | James Hinchcliffe             | Newman/Haas Racing             | 225.572                       | 4                             |                          |                          |                          |
| 14.                           | 30                            | Bertrand Baguette             | Rahal Letterman Lanigan Racing | 225.285                       | 4                             |                          |                          |                          |
| 15.                           | 11                            | Davey Hamilton                | Dreyer & Reinbold Racing       | 225.250                       | 4                             |                          |                          |                          |
| 16.                           | 3                             | Hélio Castroneves             | Team Penske                    | 225.216                       | 4                             |                          |                          |                          |
| 17.                           | 43                            | John Andretti                 | Andretti Autosport             | 224.981                       | 4                             |                          |                          |                          |
| 18.                           | 59                            | E. J. Viso                    | KV Racing Technology – Lotus   | 224.732                       | 4                             |                          |                          |                          |
| 19.                           | 41                            | Bruno Junqueira               | A. J. Foyt Enterprises         | 224.691                       | 4                             |                          |                          |                          |
| 20.                           | 22                            | Justin Wilson                 | Dreyer & Reinbold Racing       | 224.511                       | 4                             |                          |                          |                          |
| 21.                           | 88                            | Jay Howard                    | Sam Schmidt Motorsports        | 224.483                       | 4                             |                          |                          |                          |
| 22.                           | 07                            | Tomas Scheckter               | SH Racing                      | 224.433                       | 4                             |                          |                          |                          |
| 23.                           | 82                            | Tony Kanaan                   | KV Racing Technology – Lotus   | 224.417                       | 4                             |                          |                          |                          |
| 24.                           | 78T                           | Simona de Silvestro           | HVM Racing                     | 224.392                       | 4                             |                          |                          |                          |
| HIVATALOS VÉGEREDMÉNY         |                               |                               |                                |                               |                               |                          |                          |                          |

### Bump Day
| 2011. május 22., vasárnap | 2011. május 22., vasárnap | 2011. május 22., vasárnap | 2011. május 22., vasárnap | 2011. május 22., vasárnap | 2011. május 22., vasárnap | 2011. május 22., vasárnap | 2011. május 22., vasárnap | 2011. május 22., vasárnap |
| Pozíció                   | #                         | Pilóta                    | Csapat                    | Átl. seb. (MPH)           | Pont                      |                           |                           |                           |
| ------------------------- | ------------------------- | ------------------------- | ------------------------- | ------------------------- | ------------------------- | ------------------------- | ------------------------- | ------------------------- |
| 25.                       | 23                        | Paul Tracy                | Dreyer & Reinbold Racing  | 224.939                   | 3                         |                           |                           |                           |
| 26.                       | 7                         | Danica Patrick            | Andretti Autosport        | 224.861                   | 3                         |                           |                           |                           |
| 27.                       | 6T                        | Ryan Briscoe              | Team Penske               | 224.639                   | 3                         |                           |                           |                           |
| 28.                       | 26                        | Marco Andretti            | Andretti Autosport        | 224.628                   | 3                         |                           |                           |                           |
| 29.                       | 83                        | Charlie Kimball           | Chip Ganassi Racing       | 224.499                   | 3                         |                           |                           |                           |
| 30.                       | 38                        | Graham Rahal              | Chip Ganassi Racing       | 224.380                   | 3                         |                           |                           |                           |
| 31.                       | 19                        | Alex Lloyd                | Dale Coyne Racing         | 223.957                   | 3                         |                           |                           |                           |
| 32.                       | 36                        | Pippa Mann                | Conquest Racing           | 223.936                   | 3                         |                           |                           |                           |
| 33.                       | 24                        | Ana Beatriz               | Dreyer & Reinbold Racing  | 223.879                   | 3                         |                           |                           |                           |
| HIVATALOS VÉGEREDMÉNY     |                           |                           |                           |                           |                           |                           |                           |                           |

## Rajtlista
| Sor | Belül | Belül                 | Középen | Középen             | Kívül | Kívül                |
| --- | ----- | --------------------- | ------- | ------------------- | ----- | -------------------- |
| 1   | 77    | Alex Tagliani         | 9       | Scott Dixon (W)     | 2     | Oriol Servià         |
| 2   | 99    | Townsend Bell         | 12      | Will Power          | 98    | Dan Wheldon (W)      |
| 3   | 44    | Buddy Rice (W)        | 67      | Ed Carpenter        | 10    | Dario Franchitti (W) |
| 4   | 5     | Szató Takuma          | 14      | Vitor Meira         | 4     | J. R. Hildebrand (R) |
| 5   | 06    | James Hinchcliffe (R) | 30      | Bertrand Baguette   | 11    | Davey Hamilton       |
| 6   | 3     | Hélio Castroneves (W) | 43      | John Andretti       | 59    | E. J. Viso           |
| 7   | 22    | Justin Wilson         | 88      | Jay Howard (R)      | 07    | Tomas Scheckter      |
| 8   | 82    | Tony Kanaan           | 78      | Simona de Silvestro | 23    | Paul Tracy           |
| 9   | 7     | Danica Patrick        | 6       | Ryan Briscoe        | 26    | Marco Andretti       |
| 10  | 83    | Charlie Kimball (R)   | 38      | Graham Rahal        | 19    | Alex Lloyd           |
| 11  | 36    | Pippa Mann (R)        | 24      | Ana Beatriz         | 41    | Ryan Hunter-Reay1    |

Nem kvalifikálta magát
| #  | Pilóta             | Csapat             | Megjegyzés |
| -- | ------------------ | ------------------ | --- |
| 28 | Ryan Hunter-Reay   | Andretti Autosport | A Bump Day-en esett ki és túl lassú volt, hogy bekvalifikálja magát a mezőnybe, de a futamon részt vett Bruno Junqueira #41-es szűmú autójával.        |
| 18 | James Jakes        | Dale Coyne Racing  | A Bump Day-en esett ki és túl lassú volt, hogy bekvalifikálja magát a mezőnybe.                                                                        |
| 17 | Raphael Matos      | AFS Racing         | A Bump Day-en esett ki és túl lassú volt, hogy bekvalifikálja magát a mezőnybe.                                                                        |
| 34 | Sebastián Saavedra | Conquest Racing    | A Bump Day-en esett ki és túl lassú volt, hogy bekvalifikálja magát a mezőnybe.                                                                        |
| 27 | Mike Conway        | Andretti Autosport | A Bump Day-en esett ki és túl lassú volt, hogy bekvalifikálja magát a mezőnybe.                                                                        |
| 20 | Scott Speed        | Dragon Racing      | Speed nem vett részt az időméréseken, helyette Carpentier próbálta kvalifikálni az autót a futamra, de összetörte és a csapat visszalépett a futamtól. |
| 20 | Patrick Carpentier | Dragon Racing      | Speed nem vett részt az időméréseken, helyette Carpentier próbálta kvalifikálni az autót a futamra, de összetörte és a csapat visszalépett a futamtól. |
| 8  | Ho-Pin Tung        | Dragon Racing      | Balesetet szenvedett a Pole Day-en és a sérülései miatt az orvosok nem engedélyezték a további versenyzést.                                            |

- (W) = Indianapolis 500-at már nyert versenyző
- (R) = Indianapolis 500 újonc
- Ho-Pin Tung balesetet szenvedett és kihagyni kényszerült a versenyt.
- Patrick Carpentier próbálta meg kvalifikálni a #20-as autót a versenyre, miután Speed nem vett részt a Pole Day-en, de Carpentier összetörte az autót és a csapat visszalépett a Bump Day-től.

1 A #41-es autóban Junqueira indult volna eredetileg de a Michael Andretti és A.J. Foyt megállapodásának értelmében Junqueira-t kirakták a #41-es autóból, hogy Hunter-Reay azzal versenyezhessen a futamon.

## Végeredmény
| Pozíció                                              | #  | Pilóta                | Csapat                         | Körök | Idő/Kiesés oka         | Rajtpozíció | Élen | Pont |
| ---------------------------------------------------- | -- | --------------------- | ------------------------------ | ----- | ---------------------- | ----------- | ---- | ---- |
| 1                                                    | 98 | Dan Wheldon           | Bryan Herta Autosport          | 200   | 2:56:11.7267           | 6           | 1    | 59   |
| 2                                                    | 4  | J. R. Hildebrand (R)  | Panther Racing                 | 200   | +2.1086                | 12          | 7    | 44   |
| 3                                                    | 38 | Graham Rahal          | Chip Ganassi Racing            | 200   | +5.5949                | 29          | 6    | 38   |
| 4                                                    | 82 | Tony Kanaan           | KV Racing Technology – Lotus   | 200   | +7.4870                | 22          | 0    | 36   |
| 5                                                    | 9  | Scott Dixon           | Chip Ganassi Racing            | 200   | +9.5434                | 2           | 73   | 45   |
| 6                                                    | 2  | Oriol Servià          | Newman/Haas Racing             | 200   | +9.5435* (+8.8757)     | 3           | 18   | 42   |
| 7                                                    | 30 | Bertrand Baguette     | Rahal Letterman Lanigan Racing | 200   | +23.9631               | 14          | 11   | 30   |
| 8                                                    | 07 | Tomas Scheckter       | SH Racing                      | 200   | +24.3299               | 21          | 0    | 28   |
| 9                                                    | 26 | Marco Andretti        | Andretti Autosport             | 200   | +25.7411               | 27          | 0    | 25   |
| 10                                                   | 7  | Danica Patrick        | Andretti Autosport             | 200   | +26.4483               | 25          | 10   | 23   |
| 11                                                   | 67 | Ed Carpenter          | Sarah Fisher Racing            | 200   | +27.0375               | 8           | 3    | 26   |
| 12                                                   | 10 | Dario Franchitti      | Chip Ganassi Racing            | 200   | +56.4167               | 9           | 51   | 24   |
| 13                                                   | 83 | Charlie Kimball (R)   | Chip Ganassi Racing            | 199   | +1 Kör                 | 28          | 0    | 20   |
| 14                                                   | 12 | Will Power            | Team Penske                    | 199   | +1 Kör                 | 5           | 0    | 26   |
| 15                                                   | 14 | Vitor Meira           | A. J. Foyt Enterprises         | 199   | +1 Kör                 | 11          | 0    | 19   |
| 16                                                   | 22 | Justin Wilson         | Dreyer & Reinbold Racing       | 199   | +1 Kör                 | 19          | 0    | 18   |
| 17                                                   | 3  | Hélio Castroneves     | Team Penske                    | 199   | +1 Kör                 | 16          | 0    | 17   |
| 18                                                   | 44 | Buddy Rice            | Panther Racing                 | 198   | +2 Kör                 | 7           | 0    | 20   |
| 19                                                   | 19 | Alex Lloyd            | Dale Coyne Racing              | 198   | +2 Kör                 | 30          | 0    | 15   |
| 20                                                   | 36 | Pippa Mann (R)        | Conquest Racing                | 198   | +2 Kör                 | 31          | 0    | 15   |
| 21                                                   | 24 | Ana Beatriz           | Dreyer & Reinbold Racing       | 197   | +3 Kör                 | 32          | 0    | 15   |
| 22                                                   | 43 | John Andretti         | Andretti Autosport             | 197   | +3 Kör                 | 17          | 0    | 16   |
| 23                                                   | 41 | Ryan Hunter-Reay      | A. J. Foyt Enterprises         | 197   | +3 Kör                 | 33          | 0    | 12   |
| 24                                                   | 11 | Davey Hamilton        | Dreyer & Reinbold Racing       | 193   | +7 Kör                 | 15          | 0    | 16   |
| 25                                                   | 23 | Paul Tracy            | Dreyer & Reinbold Racing       | 175   | +25 Kör                | 24          | 0    | 13   |
| 26                                                   | 99 | Townsend Bell         | Sam Schmidt Motorsports        | 157   | Baleset Briscoe-val    | 4           | 0    | 21   |
| 27                                                   | 6  | Ryan Briscoe          | Team Penske                    | 157   | Baleset Bell-el        | 26          | 0    | 13   |
| 28                                                   | 77 | Alex Tagliani         | Sam Schmidt Motorsports        | 147   | Baleset                | 1           | 20   | 25   |
| 29                                                   | 06 | James Hinchcliffe (R) | Newman/Haas Racing             | 99    | Baleset                | 13          | 0    | 14   |
| 30                                                   | 88 | Jay Howard (R)        | Sam Schmidt Motorsports        | 60    | Baleset                | 20          | 0    | 14   |
| 31                                                   | 78 | Simona de Silvestro   | HVM Racing                     | 44    | Kezelhetőség           | 23          | 0    | 14   |
| 32                                                   | 59 | E. J. Viso            | KV Racing Technology – Lotus   | 27    | Baleset Hinchcliffe-el | 18          | 0    | 14   |
| 33                                                   | 5  | Szató Takuma          | KV Racing Technology – Lotus   | 20    | Baleset                | 10          | 0    | 14   |
| Változás az élen: 23 alkalommal 10 versenyző között. |    |                       |                                |       |                        |             |      |      |
| HIVATALOS VÉGEREDMÉNY                                |    |                       |                                |       |                        |             |      |      |

- Oriol Servià eredetileg ötödik helyen ért célba Scott Dixon előtt, de a versenyt követően megállapították, hogy Servià sárga zászló alatt előzte meg Dixon-t az utolsó körben ezért Dixon mögé sorolták a hivatalos végeredményben.

### Verseny statisztikák
A verseny alatt 23-szor változott az élen álló személye 10 versenyző között.
| Változás az élen | Változás az élen  |
| Kör              | Élen              |
| ---------------- | ----------------- |
| 1                | Scott Dixon       |
| 8                | Alex Tagliani     |
| 27               | Scott Dixon       |
| 34               | Alex Tagliani     |
| 35               | Scott Dixon       |
| 61               | Dario Franchitti  |
| 62               | Ed Carpenter      |
| 65               | Dario Franchitti  |
| 73               | Scott Dixon       |
| 99               | Dario Franchitti  |
| 100              | J. R. Hildebrand  |
| 104              | Dario Franchitti  |
| 113              | Oriol Servià      |
| 129              | Dario Franchitti  |
| 138              | J. R. Hildebrand  |
| 139              | Bertrand Baguette |
| 141              | Dario Franchitti  |
| 164              | Oriol Servià      |
| 166              | Graham Rahal      |
| 172              | Scott Dixon       |
| 179              | Danica Patrick    |
| 189              | Bertrand Baguette |
| 198              | J. R. Hildebrand  |
| 200              | Dan Wheldon       |

| Élen töltött körök száma | Élen töltött körök száma |
| Körök                    | Versenyző                |
| ------------------------ | ------------------------ |
| 73                       | Scott Dixon              |
| 51                       | Dario Franchitti         |
| 20                       | Alex Tagliani            |
| 18                       | Oriol Servià             |
| 11                       | Bertrand Baguette        |
| 10                       | Danica Patrick           |
| 7                        | J. R. Hildebrand         |
| 6                        | Graham Rahal             |
| 3                        | Ed Carpenter             |
| 1                        | Dan Wheldon              |

| Sárga zászlók: 7 alkalommal összesen 40 körön át | Sárga zászlók: 7 alkalommal összesen 40 körön át |
| Körök                                            | Ok                                               |
| ------------------------------------------------ | ------------------------------------------------ |
| 21-26                                            | #5-ös autó balesete az 1-es kanyarban            |
| 28-32                                            | #06-os és #59-es autó balesete az 1-es kanyarban |
| 62-69                                            | #88-as autó balesete az 1-es kanyarban           |
| 101-106                                          | #06-os autó balesete a 3-as kanyarban            |
| 148-154                                          | #77-es autó balesete a 4-es kanyarban            |
| 158-164                                          | #6-os és #99-es autó balesete az 1-es kanyarban  |
| 200                                              | #4-es autó balesete a 4-es kanyarban             |